# Xã Orel, Quận Wayne, Illinois
Xã Orel (tiếng Anh: Orel Township) là một xã thuộc quận Wayne, tiểu bang Illinois, Hoa Kỳ. Năm 2010, dân số của xã này là 1.420 người.